# Пол Радд
Пол Радд (англ. Paul Rudd; 6 квітня 1969) — американський актор, сценарист та продюсер. Найбільш відомий за роллю Скотта Ленґа (Людини-мурахи) – персонажа зі всесвіту Марвел.

## Біографія
Народився 6 квітня 1969 року в місті Пассейк, штат Нью-Джерсі, в єврейській сім'ї іммігрантів з Англії.
Батько, Майкл, працював в галузі авіаперевезень, а мати, Глорія, менеджером з продажу на телестанції KSMO-TV. Пол виріс в місті Оверленд-Парк, штат Канзас. Після закінчення школи навчався в Канзаському університеті, де вивчав театральне мистецтво. Потім він став студентом Американської академії драматичного мистецтва і під час навчання три місяці займався в майстерні при Британській академії драми Оксфордського університету. Його наставником був відомий продюсер Майкл Кан. В Англії також взяв участь у постановці вистави «Проклята поезія» в театрі «Глобус» — як продюсер і виконавець ролі Персі Біші Шеллі. Він також зіграв головного героя в «Гамлеті», поставленому Беном Кінгслі.

## Кар'єра
Дебютував в 1992 році на телебаченні в серіалі «Сестри». У 1995 році знявся у фільмі «Хелловін 6: прокльон Майкла Маєрса». Серед інших картин за участю Пола Радда можна назвати «Ромео+Джульєта» (1996), «Дванадцята ніч» (1998), «Правила виноробів» (1999).
Актор неодноразово знімався в епізодичних ролях в популярних телесеріалах. Наприклад, у 2002 році актор отримав роль Майка Ханнігана – хлопця (а потім і чоловіка) Фібі Буффе в серіалі «Друзі» і з’являвся у 17 епізодах цього серіалу. Також він озвучував трьох персонажів (в тому числі роль самого себе) в 3 епізодах серіалу «Сімпсони». 
У грудні 2013 року було офіційно затверджено на головну роль у фільмі «Людина-мураха» 2015 року від Marvel . Він також був одним зі сценаристів фільму. 
Після успіху у фільмі Пол Радд у ролі Людини-мурахи з’явився також у фільмах «Перший месник: Протистояння» (2016), «Людина-мураха та Оса» (2018), «Месники: Завершення». Також заплановано появу третього соло-фільму з Людиною-мурахою «Людина-мураха та Оса: Квантоманія». Вихід на екрани заплановано у 2023 році. вийшов у лютому.
У 2019 році актор знявся у подвійній ролі в комедійно-драматичному серіалі від Netflix «Життя з самим собою», за що вперше отримав номінацію на премію «Золотий глобус» за кращу чоловічу роль (телесеріал «Мюзикл або комедія»).  Актор також виступив продюсером цього серіалу. У 2019 році він також увійшов у список 100 найбільш високооплачуваних зірок (актор отримав за ролі 41 мільйон доларів і посів 83-е місце у переліку). 

## Особисте життя
Пол Радд 23 лютого 2003 одружився з Джулією Ягер (у стосунках вони з 1995 року). Пара виховує двох дітей: сина Джека Саллівана Радда (2006 р.н.) і доньку Дарбі Радд (2010 р.н.).  Пол і Джулія познайомилась під час прослуховування Пола Радда. Вже за декілька днів актор запропонував пообідати разом, а згодом пара розпочала стосунки. Пізніше актор розказав, що прикладом таких стосунків був шлюб його батьків — вони були разом усе життя (до смерті батька). 

## Фільмографія

### Актор
| Рік       |    | Українська назва                                 | Оригінальна назва                                 | Роль                                    |
| --------- | -- | ------------------------------------------------ | ------------------------------------------------- | --------------------------------------- |
| 1992—1995 | с  | Сестри                                           | Sisters                                           | Кірбі Філбі                             |
| 1992      | в  | Секрет Джеймі                                    | Jamie's Secret                                    |                                         |
| 1992      | кф | Ідеальна картина                                 | Picture Perfect                                   | фотограф                                |
| 1992      | ф  | Питання етики                                    | A Question of Ethics                              |                                         |
| 1993      | тф | Вогонь наступного разу                           | The Fire Next Time                                | Девід                                   |
| 1993      | тф |                                                  | Moment of Truth: Stalking Back                    | Скотт                                   |
| 1994      | с  | Гонщики                                          | Rebel Highway                                     | Джиммі Расофф                           |
| 1994      | с  |                                                  | Wild Oats                                         | Брайан Грант                            |
| 1995      | ф  | Безголові                                        | Clueless                                          | Джош                                    |
| 1995      | ф  | Хелловін 6: Прокльон Майкла Маєрса               | Halloween: The Curse of Michael Myers             | Томмі Дойл                              |
| 1996      | ф  | Ромео+Джульєта                                   | Romeo + Juliet                                    | Дейв Періс                              |
| 1996      | с  | Безглузді                                        | Clueless                                          | Сонні                                   |
| 1997      | ф  |                                                  | The Size of Watermelons                           | Алекс                                   |
| 1997      | ф  | Сарана                                           | The Locusts                                       | Ерл                                     |
| 1998      | ф  | Нічна посилка                                    | Overnight Delivery                                | Вайатт Тріпс                            |
| 1998      | ф  | Об'єкт мого захоплення                           | The Object of My Affection                        | Джордж Генсон                           |
| 1998      | тф | Дванадцята ніч                                   | Twelfth Night, or What You Will                   | герцог Орсіно                           |
| 1999      | ф  | 200 цигарок                                      | 200 Cigarettes                                    | Кевін                                   |
| 1999      | ф  | Правила виноробів                                | The Cider House Rules                             | лейтенант Воллі Вортінгтон              |
| 2000      | тф | Великий Гетсбі                                   | The Great Gatsby                                  | Нік Карравей                            |
| 2000      | с  |                                                  | Deadline                                          | Зандер Прайс                            |
| 2000      | с  | Незнайомці з Кенді                               | Strangers with Candy                              | Брент Брукс                             |
| 2000      | ф  | Спецназ нового покоління                         | Te jing xin ren lei 2                             | Ян Кертіс                               |
| 2001      | ф  | Спекотне американське літо                       | Wet Hot American Summer                           | Енді                                    |
| 2001      | ф  | Замок                                            | The Château                                       | Грем Гранвиль                           |
| 2001      | ф  | Наближення до норми                              | Reaching Normal                                   | Кеннет                                  |
| 2001      | тф |                                                  | Bash: Latter-Day Plays                            |                                         |
| 2002      | в  | Стелла: Короткометражки 1998-2002                | Stella Shorts 1998-2002                           | Джон                                    |
| 2002—2004 | с  | Друзі                                            | Friends                                           | Майк Ганніган                           |
| 2003      | ф  | Образ речей                                      | The Shape of Things                               | Адам Соренсон                           |
| 2003      | ф  | Два дні                                          | Two Days                                          | Пол Міллер                              |
| 2003      | кф | Пошуки будинку                                   | House Hunting                                     | Деніель                                 |
| 2004      | тф |                                                  | Soundtracks Live                                  |                                         |
| 2004      | ф  | Телеведучий: Легенда про Рона Борґанді           | Anchorman: The Legend of Ron Burgundy             | Браян Фантана                           |
| 2004      | ф  | Постскриптум                                     | P.S.                                              | Семмі Сілверстейн                       |
| 2004      | в  | Прокиньтеся, Рон Бургунді: Втрачений фільм       | Wake Up, Ron Burgundy: The Lost Movie             | Браян Фантана                           |
| 2005      | ф  | Пограємо в теніс?                                | Tennis, Anyone...?                                | Ленс Роквуд                             |
| 2005      | ф  | Бакстер                                          | The Baxter                                        | Ден Ебботт                              |
| 2005      | с  | Стелла                                           | Stella                                            | Грег                                    |
| 2005      | ф  | Сорокалітній незайманий                          | The 40 Year Old Virgin                            | Девід                                   |
| 2006      | ф  | Оргазм в Огайо                                   | The Oh in Ohio                                    | Джек Чейс                               |
| 2006      | ф  | Дигери                                           | Diggers                                           | Гант                                    |
| 2006      | ф  | Екс-коханець                                     | Fast Track                                        | Леон                                    |
| 2006      | ф  | Ніч у музеї                                      | Night at the Museum                               | Дон                                     |
| 2006      | мс | Робоцип                                          | Robot Chicken                                     | голос                                   |
| 2006—2007 | с  | Ріно 911                                         | Reno 911!                                         | Гай Герріколт                           |
| 2006      | с  | Дешеві місця: Без Рона Паркера                   | Cheap Seats: Without Ron Parker                   | Дейв Пендерс                            |
| 2007      | с  |                                                  | The Naked Trucker and T-Bones Show                | пасажир                                 |
| 2007      | с  | Вероніка Марс                                    | Veronica Mars                                     | Десмонд Фелловс                         |
| 2007      | ф  | Десять заповідей                                 | The Ten                                           | Джефф Рейгерт                           |
| 2007      | ф  | 911: Хлопчики за викликом                        | Reno 911!: Miami                                  | Етан, наркобарон                        |
| 2007      | ф  | Трошки вагітна                                   | Knocked Up                                        | Піт                                     |
| 2007      | ф  | Я ніколи не буду твоєю                           | I Could Never Be Your Woman                       | Адам                                    |
| 2007      | ф  | Злети і падіння: Історія Дьюї Кокса              | Walk Hard: The Dewey Cox Story                    | Джон Леннон                             |
| 2008      | ф  | Наречена з того світу                            | Over Her Dead Body                                | Генрі                                   |
| 2008      | ф  | У прольоті                                       | Forgetting Sarah Marshall                         | Чак                                     |
| 2008      | с  | Маленька Британія в Америці                      | Little Britain USA                                | Президент Франції                       |
| 2008      | с  | Дні Вейна                                        | Wainy Days                                        | Еліас                                   |
| 2008      | ф  | Дорослі забави                                   | Role Models                                       | Денні                                   |
| 2009      | мф | Монстри проти чужих                              | Monsters vs. Aliens                               | Дерек Дітл                              |
| 2009      | ф  | Люблю тебе, чувак                                | I Love You, Man                                   | Пітер Клавен                            |
| 2009      | кф |                                                  | Stalker                                           | Біллі Філіпс                            |
| 2009      | в  |                                                  | Being Green                                       | містер Земля                            |
| 2009      | ф  | Початок часів                                    | Year One                                          | Авель                                   |
| 2010      | ф  | Вечеря з придурками                              | Dinner for Schmucks                               | Тім                                     |
| 2010      | ф  | Звідки ти знаєш?                                 | How Do You Know                                   | Джордж                                  |
| 2011      | ф  | Мій придуркуватий брат                           | Our Idiot Brother                                 | Нед                                     |
| 2011      | кф | Джейсон Сігел і Пол Радд зустрічають групу «Раш» | Jason Segel & Paul Rudd Meet Rush                 | Пітер Клейвен                           |
| 2011      | кф |                                                  | Moves: The Rise and Rise of the New Pornographers | Нік                                     |
| 2011—2014 | мс | Сімпсони                                         | The Simpsons                                      | Пол Радд / Джадд Апатоу / Доктор Зандер |
| 2011      | с  | Суботнього вечора у прямому ефірі                | Saturday Night Live                               | Остін Фогельчек                         |
| 2012      | с  | Луї                                              | Louie                                             | Пол Радд                                |
| 2012—2014 | с  |                                                  | The Greatest Event in Television History          | Кіп / Баффі / директор                  |
| 2012—2015 | с  | Парки і зони відпочинку                          | Parks and Recreation                              | Боббі Ньюпорт                           |
| 2012      | ф  | Оголена спокуса                                  | Wanderlust                                        | Джордж Джергенблат                      |
| 2012      | ф  | Переваги скромників                              | The Perks of Being a Wallflower                   | містер Андерсон                         |
| 2012      | ф  | Кохання по дорослому                             | This Is 40                                        | Піт                                     |
| 2013      | ф  | Володар розмітки                                 | Prince Avalanche                                  | Елвін                                   |
| 2013      | ф  | Іспит для двох                                   | Admission                                         | Джон Прессман                           |
| 2013      | ф  | Ясність б'є                                      | All Is Bright                                     | Рене                                    |
| 2013      | ф  | Кінець світу 2013: Апокаліпсис по-голлівудськи   | This Is the End                                   | Пол Радд                                |
| 2013      | ф  | Телеведучий: Легенда продовжується               | Anchorman 2: The Legend Continues                 | Браян Фантана                           |
| 2013      | тф |                                                  | CMT Artists of the Year                           | Браян Фантана                           |
| 2013      | с  | Пекуча любов                                     | Burning Love                                      | Нейт                                    |
| 2013      | с  | ТріпТанк                                         | TripTank                                          | Том                                     |
| 2013      | с  |                                                  | Hudson Valley Ballers                             | Тампа Сент-Піт                          |
| 2014      | ф  | Вони прийшли разом                               | They Came Together                                | Джоел                                   |
| 2015      | мф | Маленький принц                                  | The Little Prince                                 | містер Прайс                            |
| 2015      | ф  | Людина-мураха                                    | Ant-Man                                           | Скотт Ленґ / Людина-мураха              |
| 2015      | с  | Малюк Мун                                        | Moone Boy                                         | Джордж Гершвін                          |
| 2015      | с  | Спекотне американське літо: Перший день табору   | Wet Hot American Summer: First Day of Camp        | Енді                                    |
| 2016      | мс | Закусочна Боба                                   | Bob's Burgers                                     | Єрихон                                  |
| 2016      | ф  | Основні принципи добра                           | The Revised Fundamentals of Caregiving            | Бен                                     |
| 2016      | ф  | Перший месник: Протистояння                      | Captain America: Civil War                        | Скотт Ленґ / Людина-мураха              |
| 2016      | ф  |                                                  | The Fundamentals of Caring                        | Бен Бенджамін                           |
| 2016      | ф  | Повний розковбас                                 | Sausage Party                                     | Нікі да Вінчі                           |
| 2016      | ф  |                                                  | Nerdland                                          | Джон                                    |
| 2017      | ф  |                                                  | Fun Mom Dinner                                    | Бреді                                   |
| 2018      | ф  | Шпигунська гра                                   | The Catcher Was a Spy                             | Морріс «Мо» Берґ                        |
| 2018      | ф  |                                                  | Ideal Home                                        | Пол                                     |
| 2018      | ф  | Німий                                            | Mute                                              | Білл                                    |
| 2018      | ф  | Людина-мураха та Оса                             | Ant-man and The Wasp                              | Скотт Ленґ / Людина-мураха              |
| 2019      | ф  | Месники: Завершення                              | Avengers: Endgame                                 | Скотт Ленґ / Людина-мураха              |
| 2019      | ф  |                                                  | Between Two Ferns: The Movie                      | Пол Радд                                |
| 2019      | с  |                                                  | Living with Yourself                              | Майлз Еліот                             |
| 2020      | с  | Суботнього вечора в прямому ефірі                | Saturday Night Live                               | у ролі самого себе                      |
| 2020—2021 | с  | Крихітний світ                                   | Tiny World                                        | оповідач                                |
| 2021      | с  | Що як…?                                          | What If...?                                       | Скотт Ленґ / Людина-мураха              |
| 2021      | с  | Терапія без кордонів                             | The Shrink Next Door                              | доктор Айзек Хершкопф                   |
| 2021      | ф  | Мисливці на привидів: З того світу               | Ghostbusters: Afterlife                           | Містер Груберсон                        |
| 2022      | с  |                                                  | Toast of Tinseltown                               | Пол Радд                                |
| 2023      | ф  | Людина-мураха та Оса: Квантоманія                | Ant-Man and the Wasp: Quantumania                 | Скотт Ленґ / Людина-мураха              |
| 2024      | ф  | Мисливці на привидів: Крижана імперія            | Ghostbusters: Frozen Empire                       | Містер Груберсон                        |
| 2025      | ф  | Смерть єдинорога                                 | Death of a Unicorn                                | Елліот                                  |
| 2025      | ф  | Анаконда                                         | Anaconda                                          | Рональд Гріффен                         |
| 2026      | ф  | Месники: Судний день                             | Avengers: Doomsday                                | Скотт Ленґ / Людина-мураха              |

### Сценарист, продюсер
| Рік       |   | Українська назва | Оригінальна назва | Роль                |
| --------- | - | ---------------- | ----------------- | ------------------- |
| 2007      | ф | Десять заповідей | The Ten           | продюсер            |
| 2008      | ф | Дорослі забави   | Role Models       | сценарист           |
| 2009—2010 | с | Майстри вечірок  | Party Down        | сценарист, продюсер |
| 2012      | ф | Оголена спокуса  | Wanderlust        | продюсер            |
| 2015      | ф | Людина-мураха    | Ant-Man           | сценарист           |